# De Sportman van de Eeuw
De Sportman van de Eeuw (in het Fries Sportman fan 'e ieu) is een film in het Fries uit 2006 over Taeke (Jochum ten Haaf), een fervent beoefenaar van het paalzitten .
De film werd in 2006 genomineerd voor twee Gouden Uien, in de categorieën Slechtste Film en Slechtste Regisseur, maar deze werden uiteindelijk beide gewonnen door Het Woeden der Gehele Wereld.

## Verhaal
De film toont Taekes levenslange passie voor paalzitten, waarbij hij het record van ca. 250 dagen probeert te overtreffen. Eten wordt gebracht tot op de paal, waarmee gesuggereerd wordt dat er geen pauzes zijn, zelfs niet voor sanitaire behoeften.
Hij doet het van kinds af aan. Als jong volwassene verwekt hij tijdens zo'n wedstrijd op de paal een kind bij zijn vriendin Tjitske (Ricky Koole), die voor een vrijpartij op de paal geklommen is. Het raakt uit nadat Tjitske Taeke om hulp vraagt wegens familieomstandigheden, en Taeke weigert zijn deelname aan de wedstrijd af te breken. (Hij weet nog niet dat ze zwanger van hem is.) Tjitske trouwt met Taekes rivaal Rintje, de zoon van een rijke boer. Wanneer de bruiloftstoet langkomt breekt Taeke zijn recordpoging alsnog af, maar dan is het te laat.
Taeke wordt communist en berooft met partijgenoten een bank om de kas van de partij te spekken. Bij de bank valt weinig contant geld te halen. Ze zien ervan af om klanten te beroven, dat vinden ze niet ethisch. Daarom dwingen ze de klanten om het geld dat ze bij zich hebben op hun spaarbankboekje te storten (en dwingen ze de bank daaraan mee te werken), om vervolgens de bank van dat geld te beroven.
Taeke komt in de gevangenis. Ook daar gaat hij paalzitten. Tot zijn spijt komt hij vervroegd vrij waardoor hij geen record kan vestigen.
Omdat Rintje Taeke steeds dwarszit maakt Tjitske het uit met Rintje, en is het weer aan tussen Taeke en Tjitske nadat Taeke van Tjitske hoort dat hij de vader van haar dochter is.
Uiteindelijk sterft hij als bejaarde tijdens het paalzitten.

## Cast
- Jonge Taeke - Sipke Visser
- Jonge Tjitske - Ida Poortinga
- Jonge Rintje - Robin Douma
- Taeke - Jochum ten Haaf
- Tjitske - Ricky Koole
- Rintje - Bastiaan Ragas
- Oude Taeke - Peter Franke
- Oude Tjitske - Rick Nicolet
- Oude Rintje - Harald Warmbrunn
- Jonge Sake Wiarda - Pepijn Gunneweg
- Sake Wiarda - Lou Landré
- Frans Berkhout - Hark Bohm
- Pijlsma - Freark Smink
- Rients - Rients Gratama
- Riemer - Riemer van der Velde
- Heinze - Heinze Bakker
- Henk - Henk Kroes
- Johannes - Bela B. Felsenheimer
- Douwe - Marcel Faber
- Swobkje - Loes Haverkort

- Gaais - Joke Tjalsma
- Fedde - Geert Lageveen
- Dominee - Pieter Verhoeff
- Commissaris van de Koningin 1955 - Theo Pont
- Chauffeur - Willem van Dooren
- Commissaris van de Koningin 1997-2000 - Cees Heyne
- Chauffeur - Chris Dinnessen
- Leraar - Jan Arendz
- Scheidsrechter - Henk Bonnet
- Obe Boonstra - Leon Moraru
- Vader Boonstra - Hilbert Dijkstra
- Baukje - Carla Rijtsma
- Buwe - Bert Geurkink
- Jonge Peet - Titus Goeman Borgesius
- Oude Peet - Casper Slabbers
- Harm - Wolfgang Schenck
- Kees - Hugo Konings
- Foppe - Jeroen Kosterman
- Gevangenisdirecteur - Harry van Rijthoven
- Hylke Meinsma - Stefan de Walle

- Man uit Woudsend - Ron Termaat
- Tjalle & Tjalling - Luc Theeboom
- Huisvrouw 1 - Lianne Zandstra
- Huisvrouw 2 - Marijke Geertsma
- Barman - Rense Westra
- Klant - Steven de Jong
- Serveerster 1 - Tamara Schoppert
- Serveerster 2 - Sonja Baum
- Bankmedewerkster - Lyan van der Meulen
- Gewonde man - Jacob Dijkstra
- Agent - Hans van Rijs
- Jonge Marietje - Lisse Roland
- Oude Marietje - Gonny Gakeer
- Anne - Thijs Feenstra
- Rintjes vrouw - Lieneke le Roux
- Kleinzoon Fedde - Valentijn Sohier
- Lieske - Henny Rinsma
- Jongen - Yjen Javier van der Werf
- Vriend - Jehannes Veenstra